# Інтегралізм
Інтегралізм — це ідеологія, згідно з якою суспільство є єдиним цілим. Виправдовує соціальну нерівність, ієрархію та співпрацю між класами, що запобігає конфліктам між соціальними і економічними групами суспільства. Підтримує уніонізм, корпоративізм і єдине політичне представництво замість поділу за ідеологічною ознакою. Інтегралізм стверджує, що найкращі державні інститути для даної країни будуть відрізнятися в залежності від її культури, історії і клімату. Часто розглядалась противниками як ідеологія «крові і ґрунту». Інтегралізм підтримує римо-католицьку церкву і не визнає національні церкви.
Інтегралізм зазвичай асоціюється з рухом Аксьон Франсез і фашизмом, особливо в Латинській Америці, проте існують деякі відмінності.
У Португалії, на батьківщині інтегралізму, він є традиціоналістським і монархістським рухом на противагу республіканському фашизму, який спирається на міських капіталістів  .
Основи:
Поняття макросоціології.  Під нею розуміється синтез, вершина всієї піраміди суспільних наук, їх філософія, яка вивчає закономірності статики, динаміки та генетики у розвитку суспільства, взаємодія всіх його основних елементів - цивілізацій, країн, націй, етносів, класів і інших соціальних груп, стратифікацію та мобільність і т. п.
Заперечуючи соціалізм та лібералізм, інтегралізм сприймає і використовує певні їх ідеї. На відміну від лібералізму та марксизму, які виходили з принципу монізму — пріоритету системи поглядів, що відповідають інтересам одного соціального шару, одного елемента суспільства, інтегралізм виходить з дуалізму і навіть плюралізму суспільства, його багатовимірності, припускає множинність соціальних сил і граней суспільного життя. Більш того, в цьому запереченні уніфікації, в наявності різних, таких, що борються між собою, і в той же час нерозривно пов'язаних між собою в єдиному синтезі сил і елементів інтегралізм бачить рушійні сили, джерело саморозвитку багатовимірного суспільства.
Крім того, інтегралізм є противником матеріалізму та віддає перевагу духовному світу людини і суспільства.
Інтегралізмові властивий цивілізаційний підхід до історії та майбутнього суспільства, визнання множинності та динамічності світових цивілізацій, циклічний погляд на динаміку суспільства і природи як нескінченного процесу зміни циклів різної тривалості та глибини, з неминучими кризовими фазами при зміні циклів і суперечливою взаємодією циклів у суміжних і віддалених сферах. При такому підході кінець історії немислимий (він можливий тільки разом з кінцем людства).